# StudienStiftungSaar

Logo der StudienstiftungSaar

Die saarländische Landesregierung gründete 2009 die privatrechtliche StudienStiftungSaar. Sie unterstützt ihre Stipendiatinnen und Stipendiaten sowohl finanziell durch Stipendien als auch ideell durch die Durchführung von Seminaren und Workshops.
Seit der Gründung wurden über die StudienStiftungSaar mehr als 4.300 Stipendien vergeben. Zwei Drittel davon waren Deutschlandstipendien. Damit liegt die StudienStiftungSaar bundesweit kontinuierlich auf Platz eins bei der Vergabe von Deutschlandstipendien. Seit 2015 fördert die StudienStiftungSaar – gemeinsam mit dem Europäischen Sozialfonds für Deutschland (ESF Plus), der saarländischen Landesregierung, der RAG-Stiftung sowie der ME Saar – rund 1.700 Schülerinnen und Schüler.

## Die StudienStiftungSaar
Die StudienStiftungSaar hat ihren Sitz in der Landeshauptstadt Saarbrücken. Stiftungszwecke sind die Förderung von Studium und Lehre an den fünf Hochschulen im Saarland sowie die Unterstützung von Schülerinnen und Schülern und Hochschulzugangsberechtigten. Die StudienStiftungSaar begleitet mit ihren Förderangeboten die wichtigen Übergänge von der Schule ins Studium und in den Beruf. Dabei setzt sie auf individuelle Beratung, ideelle sowie finanzielle Förderung und Vernetzung. Hiermit leistet sie einen wertvollen Beitrag zur Fach- und Führungskräftesicherung im Saarland.
Das Stiftungsvermögen beträgt sechs Millionen Euro. Kuratoriumsvorsitzender ist Reinhard Klimmt, Vorstandsvorsitzender ist Gerhard Theis. Als hauptamtlicher Geschäftsführer ist Daniel Wagner tätig.

## Förderprogramm
Das Förderprogramm der StudienStiftungSaar beinhaltet:
- SaarlandStipendien und Deutschlandstipendien an allen fünf Hochschulen im Saarland
- Förderung für Schülerinnen und Schüler – FutureCoaching+ (Projekt IndigO): Talentdiagnostik, Einzelcoachings, Seminare und Workshops

Die StudienStiftungSaar fördert Studierende an allen fünf Hochschulen im Saarland:
- Universität des Saarlandes
- Hochschule für Technik und Wirtschaft des Saarlandes
- Hochschule für Musik Saar
- Hochschule der Bildenden Künste Saar
- Deutsche Hochschule für Prävention und Gesundheitsmanagement.

Gefördert wird in den Bereichen MINT (Mathematik, Informatik, Naturwissenschaft, Technik), Wirtschaft und Recht, Sport und Gesundheit, Musik und Kunst sowie Sprach-, Kultur- und Sozialwissenschaften.

### Die größte Förderin
Die in Essen ansässige RAG-Stiftung ist die größte Förderin der StudienStiftungSaar. Seit 2011 stellte sie bereits mehr als vier Millionen Euro an Finanzmitteln im Rahmen des Projekts „TalentRegionSaar“ zur Verfügung. Jährlich vergibt die RAG-Stiftung 30 GlückaufStipendien und finanziert gemeinsam mit der StudienStiftungSaar 50 Deutschlandstipendien. Zusätzlich werden SaarlandStipendien für Abschlussarbeiten mit Bergbaubezug bezuschusst.

## Studierendenförderung

### Deutschlandstipendium
Deutschlandstipendien haben einen großen Vorteil: Jeder Euro, den Fördernde stiften, wird um einen weiteren Euro aufgestockt: Pro Stipendium werden 1.800 Euro von den Fördernden beigesteuert, weitere 1.800 Euro vom Bund. Die Stipendiatinnen und Stipendiaten, die von den fünf Hochschulen im Saarland ausgewählt werden, erhalten also über ein Jahr monatlich 300 Euro (in Summe: 3.600 Euro). Davon profitieren beide Seiten: Studierende haben mehr Geld zur Verfügung. Und Fördernde beteiligen sich daran, Fachkräfte im Land zu halten.

### SaarlandStipendium
Mit dem SaarlandStipendium hat die StudienStiftungSaar eine Möglichkeit etabliert, gezielt akademischen Nachwuchs an der Saar zu fördern. Hierbei ist es den Fördernden freigestellt, über welchen Zeitraum und mit welchem Budget sie die Stipendienvergabe unterstützen. Sie legen die Kriterien fest und haben die Möglichkeit, die Stipendiatinnen und Stipendiaten selbst auszuwählen. Jährlich werden rund 200 SaarlandStipendien finanziert.
Das Stipendium umfasst in der Regel
- eine monatliche Zahlung ab 150 Euro für die Dauer von mind. sechs Monaten (i. d. R. Möglichkeit auf Anschlussförderung),
- kostenfreie Teilnahme an Workshops und Seminaren,
- das Knüpfen von Kontakten zu Fördernden aus der Saarwirtschaft.

## Förderung für Schülerinnen und Schüler
Das Projekt „Studienpioniere – Erhöhung der Studienneigung von Studienberechtigten aus Nichtakademikerfamilien“ startete im Jahr 2014 und wurde bis ins Jahr 2022 finanziert. Es stellte das Kernprojekt der Förderung für Schülerinnen und Schüler dar. Zielgruppe waren Schülerinnen und Schüler der Oberstufe sowie Schulabsolventinnen und -absolventen mit Hochschulzugangsberechtigung aus Nichtakademikerfamilien, also potenzielle Studienpionieren,
- die ihren Wohnsitz im Saarland haben,
- bisher an keiner Hochschule eingeschrieben sind oder waren und
- noch keine 25 Jahre alt sind.

Durch Beratungs,- Coaching- und Mentoring-Maßnahmen wurden geeignete Schülerinnen und Schüler zur Aufnahme eines Studiums motiviert. Das Ziel war es, im Sinne der Bildungsgerechtigkeit die Zahl der Studierenden aus nichtakademischen Familien zu erhöhen. Gleichzeitig wurde den Studierenden eine konkrete Vorstellung davon vermittelt, was im Studium von ihnen erwartet wird.

### FutureCoaching+
Im Jahr 2023 wurde das Vorgängerprojekt durch das neue Projekt „IndigO: Individuelle Begleitung zur Orientierung für (Aus-)Bildung“ abgelöst.
Schülerinnen und Schüler sowie Hochschulzugangsberechtigten bietet die StudienStiftungSaar damit eine individuelle Berufsfeld- und Studienorientierung an. Ziel ist es, einen gleichberechtigten Zugang zu hochwertiger allgemeiner und beruflicher Bildung einschließlich des entsprechenden Abschlusses zu fördern – insbesondere für benachteiligte Gruppen. Die Teilnahme am FutureCoaching+ eröffnet Schülerinnen und Schülern Orientierungshilfen in der Hochschullandschaft sowie berufliche Perspektiven. In Workshops und Seminaren werden sie dabei unterstützt, ihre Fähigkeiten weiter zu verbessern. Das FutureCoaching+ wird im Rahmen des Projektes „IndigO“ vom Europäischen Sozialfonds Plus, dem Ministerium für Arbeit, Soziales, Frauen und Gesundheit des Saarlandes und der RAG-Stiftung gefördert.
Zielgruppe
1. (Potenzielle) Studienpioniere,
d. h. Jugendliche & junge Erwachsene (bis eins. 30 Jahre), die im Saarland wohnen,
- aus Familien aus Nichtakademikerhaushalten,
- die eine Oberstufe bzw. Oberstufenverbund besuchen oder
- die Personen mit Hochschulzugangsberechtigung sind

2. Junge Menschen mit Migrationshintergrund,
d. h. Jugendliche & junge Erwachsene (bis eins. 30 Jahre), die im Saarland wohnen,
- mit Migrationshintergrund (Eine Person hat einen Migrationshintergrund, wenn sie selbst oder mindestens ein Elternteil nicht mit deutscher Staatsangehörigkeit geboren wurde),
- die eine Oberstufe bzw. einen Oberstufenverbund besuchen oder
- die Personen mit Hochschulzugangsberechtigung sind.